# Franz Schaub
Franz Alfred Willibald Schaub (* 14. Mai 1914 in Aschaffenburg; † 8. Juni 2002 ebenda) war ein deutscher Autor und Journalist.

## Leben
Franz Schaub wurde als Sohn des Bezirksverwalters für Obst- und Gartenbau Ambros Schaub und der Magdalena Berta Schaub, geb. Morhard geboren.
Nach seinem Studium veröffentlichten Heimatzeitungen Schaubs erste Kurzgeschichten. Sein erstes Buch Freundschaft mit Angelika erschien 1942. Nach dem Militärdienst und der Rückkehr aus Kriegsgefangenschaft begann er im Alter von 44 Jahren ein Studium der Theaterwissenschaft in München. Er verdiente seinen Unterhalt mit Beiträgen für den Bayerischen Rundfunk und Artikeln in Literaturzeitschriften. Sein 1950 erschienenes Buch Geliebte kleine Stadt stellt eine Reminiszenz an Aschaffenburg dar und wurde von dem Heimatmaler Alfred Hahn (1900–1974) illustriert. Bei einem längeren Aufenthalt in der Schweiz wohnte er in Genf und verfasste das Buch Gandria. Insel der Stille am Luganer See, das der Schweizer Maler Fritz Meijer (1900–1975) illustrierte. Bekannt wurde er vor allem mit der 1958 erschienenen Antikriegserzählung Der große Friede von Krassnikowa, in der er eigene Erlebnisse als Soldat in Russland verarbeitete.
In den 1960er Jahren war Schaub auch als Dramaturg und Redakteur in Frankfurt am Main tätig. In den 1970er Jahren arbeitete er als freier Journalist hauptsächlich für das Main-Echo und das Würzburger Volksblatt. Für den BR und den Südwestfunk fertigte er zahlreiche Features, Hörbilder und Hörspiele, darunter Pompeij in Aschaffenburg und Kurt Tucholsky und seine fränkische Reise, sowie mit Das Künstlerhaus im Spessart einen Beitrag über den Künstler Christian Schad.
In seinen letzten Schaffensjahren brachte er mehrere Reise- und Wanderführer zum Spessart und der Umgebung von Aschaffenburg heraus. Sein Grab befindet sich auf dem Aschaffenburger Altstadtfriedhof.

## Werke (Auswahl)
- Freundschaft mit Angelika. Verlag der Keyserschen Buchhandlung, Erfurt 1942
- Geliebte kleine Stadt. Lothar Sauer-Morhard Verlag, Würzburg 1950
- Der große Friede von Krassnikowa. Walltor-Verlag Karl Brückel, Giessen 1958
- Gandria: Insel der Stille am Luganer See. Walltor-Verlag, Giessen 1959
- Die Geschichte von Maria Goretti. Pattloch, Aschaffenburg 1975, ISBN 3-557-91116-0
- Das Wirtshaus im Spessart. Wahrheit und Legende. Stürtz, Würzburg 1975, ISBN 3-8003-0091-5
- Räuberballade. Eine historische Geschichte aus Spessart und Odenwald. Pattloch, Aschaffenburg 1980, ISBN 3-557-92004-6
- „Ihr glücklichen Augen...“. Goethe und Franken. Stürtz, Würzburg 1982, ISBN 3-8003-0186-5
- Wunderhorn und Wundervogel. Eine romantische Komposition. Helmut Seubert, Nürnberg 1990, ISBN 3-926849-06-1
- Stille Nacht, heilige Nacht: Die Geschichte eines weltberühmten Liedes. Husum Verlag, Husum 1992, ISBN 3-88042-616-3
- Am Spessartlug. Geschichten und Erinnerungen aus der Spessartchronik. Husum Verlag, Husum 1994, ISBN 3-88042-660-0
- Es dunkelt schon in der Heide. Dichter, Komponisten und Sammler der schönsten deutschen Volkslieder. Husum Verlag, Husum 1995, ISBN 3-88042-724-0
- Rundflug über Aschaffenburg vor 50 Jahren. Wartberg-Verlag, Gudensberg-Gleichen 2001, ISBN 3-8313-1002-5
- Franz Schaub: Spessart-Wanderungen. Süddeutscher Verlag, München 1982, ISBN 3-7991-6165-1, S. 49.

## Quelle
- Bericht des Main-Echo Nr. 156 vom 12. Juni 2002

| Personendaten    | Personendaten                  |
| ---------------- | ------------------------------ |
| NAME             | Schaub, Franz                  |
| ALTERNATIVNAMEN  | Schaub, Franz Alfred Willibald |
| KURZBESCHREIBUNG | deutscher Autor und Journalist |
| GEBURTSDATUM     | 14. Mai 1914                   |
| GEBURTSORT       | Aschaffenburg                  |
| STERBEDATUM      | 8. Juni 2002                   |
| STERBEORT        | Aschaffenburg                  |